# Centrophorus harrissoni
Il centroforo ottuso (Centrophorus harrissoni McCulloch, 1915) è un raro squalo della famiglia dei Centroforidi.

## Descrizione
Il centroforo ottuso è una specie di acque profonde relativamente poco conosciuta, con testa allungata e robusta, muso lungo e appiattito, bocca grande e occhi enormi. Il corpo, che può raggiungere una lunghezza massima di 111 cm, è sottile e di dimensioni moderate, ed è di colore variabile tra il grigio e il bruno-grigiastro, con regioni inferiori più chiare. Possiede due pinne dorsali, la prima più grande della seconda: ognuna di esse è dotata di una breve spina, un margine posteriore bianco e una chiazza scura verso la parte anteriore, più evidente nei giovani. La grossa pinna caudale è asimmetrica, con lobo superiore più lungo di quello inferiore.
I denti del centroforo ottuso sono larghi e a forma di lama, e quelli situati sulla mascella inferiore sono molto più grandi di quelli della mascella superiore. È interessante notare che anche maschi e femmine hanno denti di forma differente: nei maschi i denti della mascella superiore sono molto più allungati e verticali e quelli della mascella inferiore hanno le punte ricurve all'insù. Il centroforo ottuso ha un aspetto simile a quello del centroforo boccanera (Centrophorus uyato), suo stretto parente, e potrebbe non essere una specie a parte, ma una semplice varietà di quest'ultimo.

## Biologia
Abbiamo solamente poche informazioni riguardo alla biologia del centroforo ottuso. Si nutre di pesci, in particolare dei piccoli pesci di acque profonde della famiglia Myctophidae (pesci lanterna), così come di crostacei e di cefalopodi. Probabilmente raggiunge la maturità sessuale ad età relativamente avanzata: il maschio maturo più piccolo di cui siamo a conoscenza raggiungeva una lunghezza di circa 82 cm; tuttavia potrebbe trattarsi di una specie longeva, in quanto forme ad esso strettamente imparentate possono vivere fino alla sorprendente età di 46 anni o più. Si ritiene che la femmina di centroforo ottuso partorisca piccoli vivi, e che potrebbe avere un basso tasso riproduttivo, dando alla luce soltanto uno o due piccoli ogni uno o due anni.

## Distribuzione e habitat
In passato si pensava che il centroforo ottuso fosse presente sia lungo le coste occidentali dell'Australia che lungo quelle orientali, ma attualmente si tende a considerare la forma occidentale una specie separata (Centrophorus westraliensis); esso sarebbe quindi presente unicamente nelle acque attorno a Nuovo Galles del Sud, Victoria e Tasmania. È stato segnalato anche al largo della Nuova Zelanda e, forse, della Nuova Caledonia; tuttavia, le segnalazioni che vorrebbero la specie presente nelle acque attorno a Taiwan, lungo le coste orientali del Sudafrica e nelle regioni occidentali del Nordatlantico sono piuttosto dubbie e necessitano di ulteriori indagini. È presente nei settori superiori e mediani della piattaforma continentale, dove vive in prossimità del fondale, generalmente a profondità comprese tra i 220 e i 790 m.

## Rapporti con l'uomo
Il centroforo ottuso è soggetto alla pesca a strascico, e nel Nuovo Galles del Sud viene anche catturato con la tecnica del droplining (consistente nel posizionare verticalmente nell'acqua lunghe lenze munite di tutta una serie di ami). In alcune aree è stata riscontrata una drammatica diminuzione della popolazione, con declini di oltre il 99% tra il 1976-77 e il 1996-97, e oggi la specie potrebbe essere presente in numero considerevole solamente nelle aree dove non può essere catturata. Le specie del genere Centrophorus vengono catturate per la carne e per l'olio di fegato, ma il basso tasso riproduttivo, il tardo raggiungimento della maturità sessuale e la longevità di questi squali di acque profonde fanno sì che specie come il centroforo ottuso non riescano a riprendersi rapidamente dopo un intenso sfruttamento.
Nel 2003, cambiamenti nel regolamento della pratica della pesca a strascico da parte delle autorità australiane hanno introdotto nuovi limiti al numero di catture consentite di centrofori ottusi. Inoltre, non è più possibile trattenere i fegati delle specie di Centrophorus a meno che non vengano sbarcate anche le carcasse dai quali essi sono stati espiantati. In Australia sono state formulate raccomandazioni per inserire il centroforo ottuso tra le specie in pericolo di estinzione ai fini della legge sulla protezione ambientale e la conservazione della biodiversità (Environmental Protection and Biodiversity Conservation Act), un inserimento che prevederebbe l'istituzione di un piano di recupero per questo squalo di acque profonde così poco conosciuto.